# Andrea Sparmann

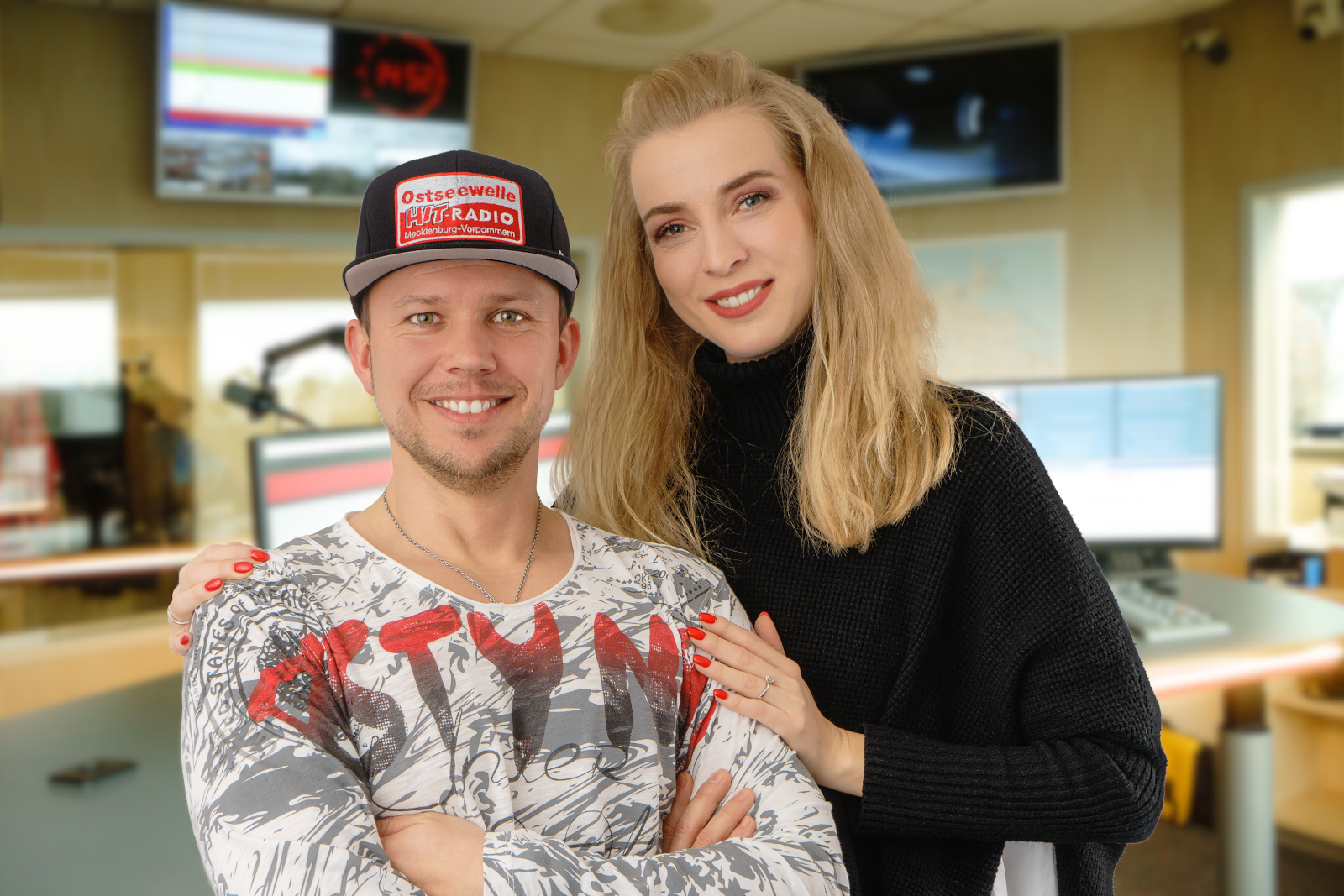
Andrea Sparmann neben Uwe Worlitzer im Jahr 2020

Andrea Sparmann (* 21. Juli 1981 in Rostock) ist eine deutsche Moderatorin.

## Leben
Andrea Sparmann machte im Jahre 2000 mit 18 ihr Abitur in Rostock und begann ein Studium an der Universität Rostock in Germanistik und Soziologie, das sie zugunsten ihrer Radiokarriere abbrach.
Seit 2002 moderiert sie die Morningshow des Radiosenders Ostseewelle Hit-Radio Mecklenburg-Vorpommern, früher mit Marcus Japke, nachfolgend mit Uwe Worlitzer, Julian Krafftzig und seit 2017 erneut mit Uwe Worlitzer. Zwischendurch moderierte sie von 2007 bis 2008 in der Sendung John Ment und sein Team bei Radio Hamburg, war in der Redaktion und moderierte von 2008 bis 2010 für Sat.1 Nord in Hamburg und Schleswig-Holstein sowie N24 und war 2012 Hospitantin bei stern TV. Für den Fernsehsender tv.rostock moderiert sie das Wetter zum Wochenende. Sie ist auch Moderatorin des Landespresseballs Mecklenburg-Vorpommern sowie des Balls der Marine.
In der Wahl zu den 100 Sexiest Women in the World des Männermagazins FHM wurde sie in der deutschen Ausgabe 2008 auf Platz 99 gewählt.
Zur Wahl des deutschen Bundespräsidenten 2010 wurde sie von der Partei Die Linke gemeinsam mit dem ehemaligen Minister Helmut Holter in die 14. Bundesversammlung berufen, nicht als Parteimitglied, sondern als Vertreterin aus der Kultur.